# Kotisalon lehto
Kotisalon lehto este o arie protejată (arie specială de conservare — SAC, sit de importanță comunitară — SCI, arie de protecție specială avifaunistică — SPA) din Finlanda întinsă pe o suprafață de 21 ha, integral pe uscat.

## Localizare
Centrul sitului Kotisalon lehto este situat la coordonatele 61°34′25″N 26°05′25″E / 61.5736°N 26.0903°E.

## Înființare
Situl Kotisalon lehto a fost declarat sit de importanță comunitară în august 1998 pentru a proteja un număr necunoscut de specii din flora spontană și fauna sălbatică aflate în arealul zonei. Alte tipuri de protecție:
- arie de protecție specială avifaunistică (în august 1998)[2]
- arie specială de conservare (în aprilie 2015)[1][3][4]

## Biodiversitate
Situată în ecoregiunea boreală, aria protejată conține 3 habitate naturale: Păduri fino-scandinave bogate în ierburi cu Picea abies, Păduri caducifoliate de mlaștină fino-scandinave, Mlaștini împădurite.
La baza desemnării sitului se află un număr nedeclarat de specii protejate.
Pe lângă speciile protejate, pe teritoriul sitului au mai fost identificate 5 specii de plante, 1 specie de păsări, 1 specie de nevertebrate, 6 specii de pești.